# Marcello Gandini
Marcello Gandini (Turín, 26 de agosto de 1938-Rivoli 13 de marzo de 2024) fue un diseñador italiano de automóviles. Aunque la mayor parte de su capacidad creativa la utilizó en el diseño de automóviles, también se ocupaba del diseño industrial y decoración de interiores.

## Biografía
Gandini era hijo de un director de orquesta. En 1963, después de finalizar sus estudios, solicitó trabajo a Nuccio Bertone, director de la empresa Gruppo Bertone. Sin embargo, Giorgetto Giugiaro, entonces diseñador jefe de Bertone, se opuso a que lo contrataran. Cuando Giugiaro dejó Bertone dos años más tarde, Gandini fue contratado y trabajó para la empresa durante catorce años como jefe de diseño del grupo hasta 1980, cuando abandonó el puesto para dedicarse al diseño por su cuenta.
Gandini, sustituto de Giorgetto Giugiaro en Bertone, diseñó algunos de los deportivos italianos más apreciados de los años 1960 y 1970, como los famosos Lamborghini Miura, Alfa Romeo Montreal, Lancia Stratos, Fiat X1/9, Lamborghini Countach o el Lamborghini Diablo. 
También fue importante la colaboración entre Gandini y la Innocenti de Milán, que en 1974 dio lugar a la presentación del nuevo Mini 90/120, un automóvil con un diseño muy moderno en la época, y que con una mecánica renovada progresivamente pero con su carrocería esencialmente sin cambios, se mantuvo en producción durante casi 19 años.

## Automóviles diseñados

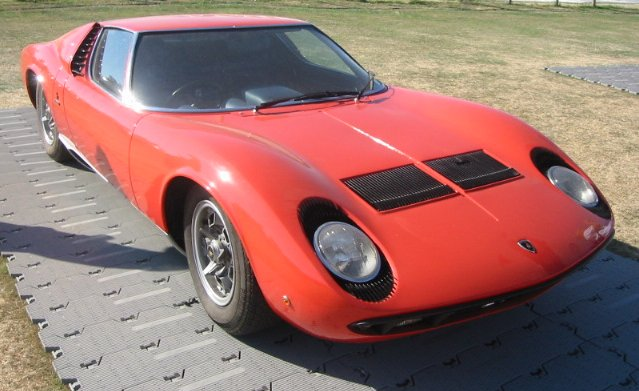
Lamborghini Miura P400 S (1969).

- Alfa Romeo Alfetta Lamborghini Miura P400 S (1969).
- Alfa Romeo Montreal
- Alfa Romeo Carabo
- BMW Serie 5 Lamborghini Countach LP400 (1973).

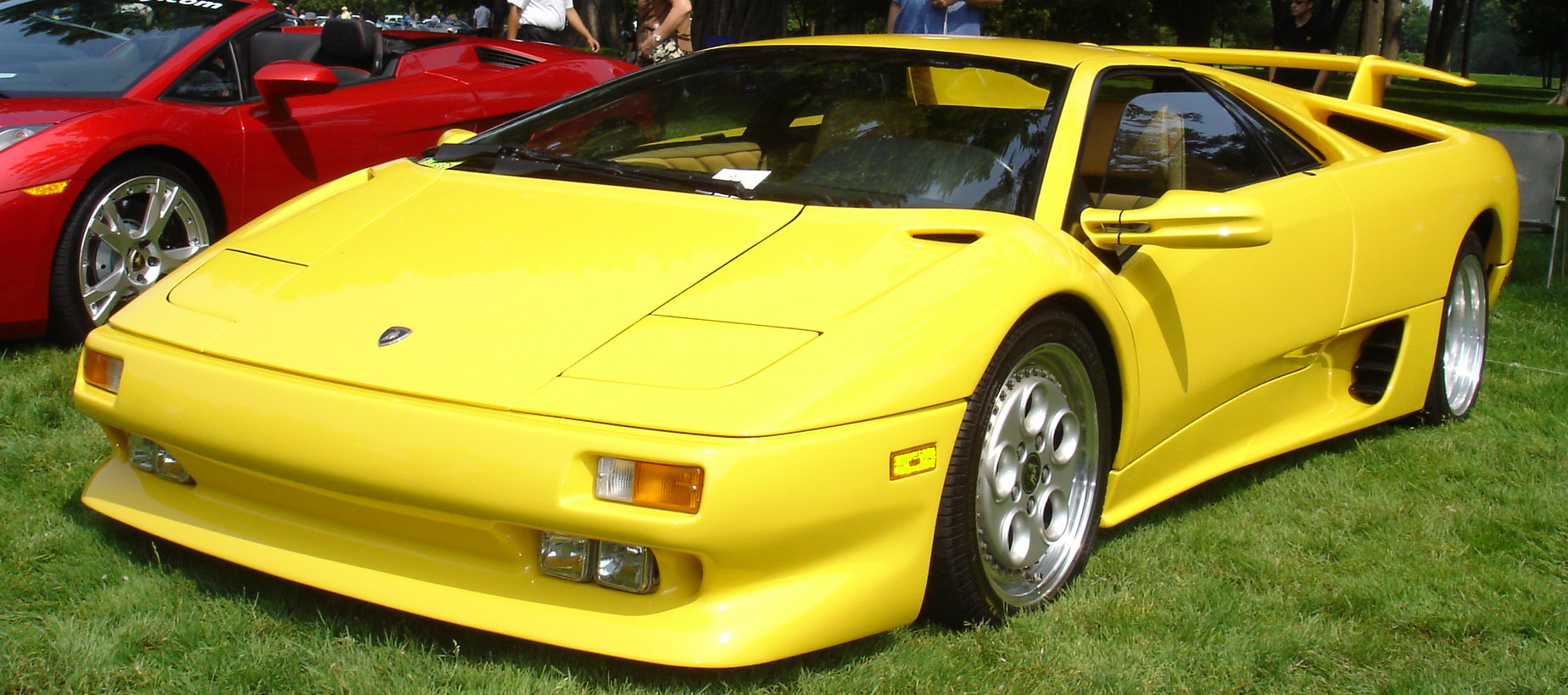
Lamborghini Diablo (1990).

- Bugatti EB110
- Citroën BX

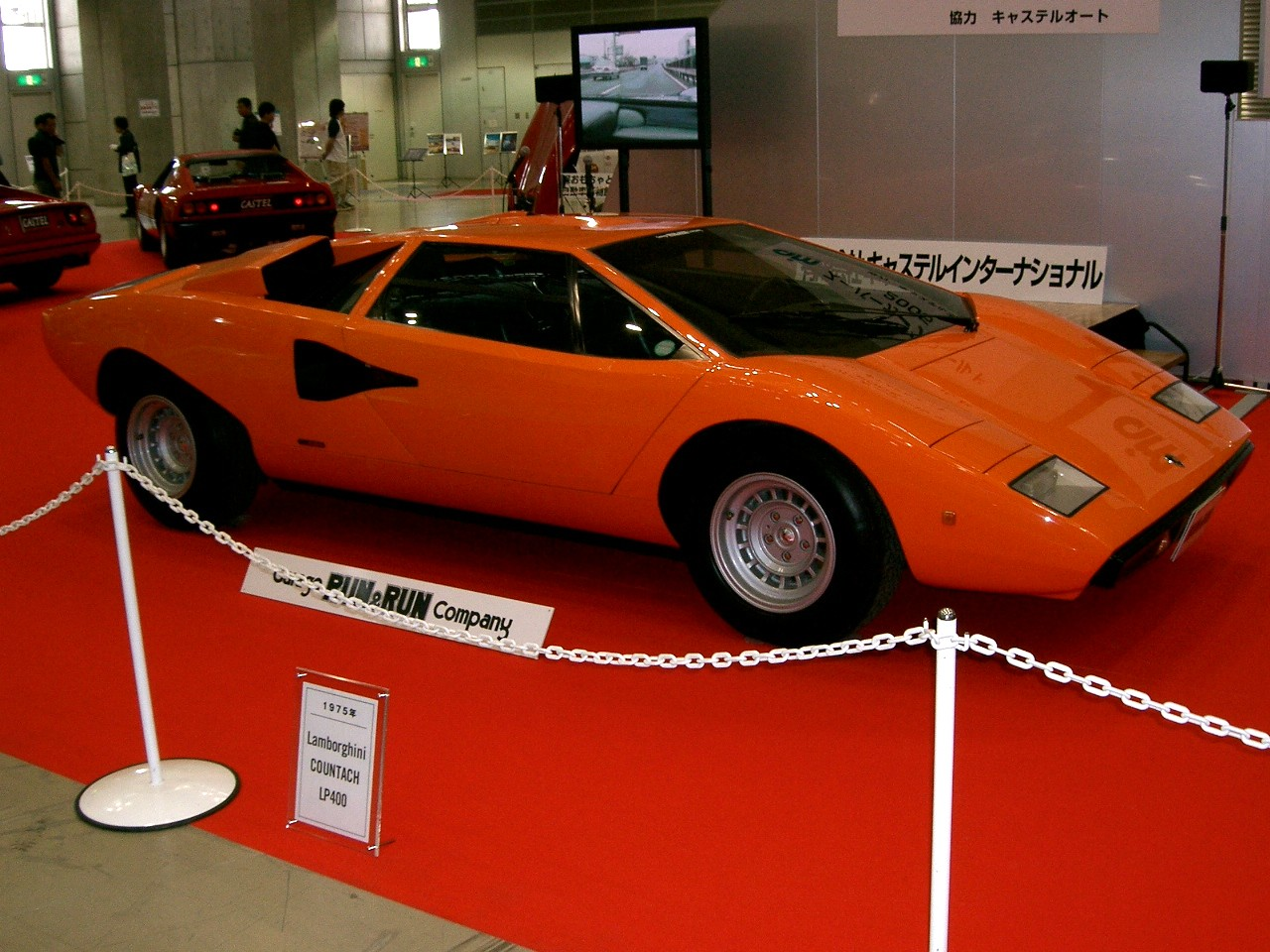
Lamborghini Countach LP400 (1973).

- Cizeta Moroder V16T Lamborghini Diablo (1990).
- De Tomaso Pantera 200
- Ferrari Dino 308 GT4
- Fiat 132
- Fiat X1/9
- Iso Grifo
- Lamborghini Countach
- Lamborghini Diablo
- Lamborghini Espada
- Lamborghini Jarama
- Lamborghini Miura
- Lamborghini Urraco
- Lancia Stratos
- Maserati Khamsin
- Maserati Quattroporte II
- Maserati Quattroporte IV
- Maserati Shamal
- Qvale Mangusta
- Renault Supercinco
- De Tomaso Biguà/Qvale Mangusta
- Renault Magnum